# (6120) Anhalt
(6120) Anhalt ist ein Asteroid des Hauptgürtels, der am 21. August 1987 vom deutschen Astronomen Freimut Börngen an der Thüringer Landessternwarte Tautenburg (IAU-Code 033) im Tautenburger Wald in Thüringen entdeckt wurde.
Benannt wurde er nach Region Mitteldeutschland Anhalt, einem Gliedstaat des Deutschen Reiches, der seit 1947 zum Land Sachsen-Anhalt gehört.